# Эллман, Майкл
Майкл Джон Эллман (англ. Michael John Ellman; р. 27 июля 1942, Рипли, Суррей) — профессор экономики Амстердамского университета в 1975—2012 годах (сейчас — почётный профессор). Автор книг по экономике Советского Союза, переходной экономике России и сравнительному анализу экономических систем.

## Биография
Получил степень бакалавра в Кембриджском университете (1963), магистра экономики (с отличием) в Лондонской школе экономики (1965). По соглашению о студенческих обменах между Соединённым Королевством и СССР являлся аспирантом кафедры методов математического анализа экономического факультета Московского государственного университета в 1965—1967. Степень доктора философии получил в Кембриджском университете (1972).
В 1975—2012 профессор экономики Амстердамского университета.

## Призы и награды
- Иностранный член (академик) Российской Академии экономических наук и предпринимательства.
- Награжден в 1998 году премией Кондратьева за вклад в развитие общественных наук" от Международного фонда Н. Д. Кондратьева.[4]

## Основные публикации
- Planning Problems in the USSR: The contribution of mathematical methods to their solution. — Cambridge: Cambridge University Press, 1973. ISBN 978-0521202497
  - (Italian edition 1979, Hungarian translation for internal official use 1970s, Russian translation for internal official use 1970s.)
- Socialist Planning. — Cambridge: Cambridge University Press, 1st ed. 1979, 2nd ed. 1989, 3rd ed. 2014. ISBN 9781107427327
- «Did the agricultural surplus provide the resources for the increase in investment in the USSR during the First Five Year Plan?,» Economic Journal (December 1975).
  - Обеспечил ли прибавочный продукт сельского хозяйства увеличение капиталовложений в СССР во время первого пятилетнего плана? // Вопросы экономики, 1992, № 1.
- "Transformation, depression and economics: some lessons, " Journal of Comparative Economics (August 1994). Reprinted in P.G.Hare & J.R.Davis (eds) Transition to the market economy (London: Routledge, 1997), vol.1.
- with V. Kontorovich (eds), The destruction of the Soviet economic system: an insiders' history (New York: M.E.Sharpe, 1998).
- "The 1947 Soviet famine and the entitlement approach to famines, " Cambridge Journal of Economics (September 2000).
- (editor) Russia’s oil and natural gas: Bonanza or curse? (London: Anthem, 2006). ISBN 9781843312260
- Sergei Nefedov, Michael Ellman. The Development of Living Standards in Russia Before the First World War: An Examination of the Anthropometric Data // Revolutionary Russia. — 2016-07-02. — Т. 29, вып. 2. — С. 149—168. — ISSN 0954-6545. — doi:10.1080/09546545.2016.1243618.
- Теория мировой системы: новый подход к глобалистике // Вестник Санкт-Петербургского университета, 2001, Серия 5. Вып.3 (№ 21).
- Советская индустриализация: выдающийся успех? (О книге Р. Аллена «От фермы к фабрике: реинтерпретация советской промышленной революции») // Экономическая история. Обозрение. Вып. 13. М.: Издательство Московского университета, 2007. С. 218—228.
- Каков вклад исследовательских работ по советской экономике в экономическую теорию мейнстрима?. — М.: Институт экономики РАН, 2009. — 67 с. Архивировано 26 марта 2010 года.
- О вкладе исследовательских работ по советской экономике в экономическую теорию мейнстрима. // Вопросы экономики, 2010, № 3.
- Что исследование переходных экономик дало мейнстриму экономической теории? // Вопросы экономики, 2012, № 8.